# Antony Warmbold
Antony Warmbold (* 28. července 1978) je německý bývalý rallyový jezdec.

## Kariéra
Antony Warmbold je synem bývalého rallyového jezdce Achima Warmbolda, který vyhrál dva podniky mistrovství světa v rallye a později se stal šéfem týmu Mazda na mistrovství světa. Antony Warmbold debutoval v rally v roce 2000.
Po relativně úspěšném tažení v evropském šampionátu v rallye v roce 2002 přešel Warmbold v sezóně 2003 do mistrovství světa v rally a jezdil se soukromým Fordem Focus RS WRC. Kvůli nedostatku náhradních dílů pro něj byla sezona náročná.
V sezóně 2004 už dosáhl lepších výsledků, díky větší podporou z továrny. Svůj první mistrovský bod získal v Turecku, kde skončil osmý; výsledek z tohoto roku zopakoval ještě dvakrát.
V následující sezóně 2005 se stal třetím jezdcem továrního týmu Ford, kolegy mu byli Toni Gardemeister a Roman Kresta. Pravidelně se dostával do první desítky a třikrát skončil na bodech, ve všech bodovaných případech na sedmém místě absolutní klasifikace.
Kvůli nedostatku financí se Warmbold rozhodl v roce 2006 ukončit svou kariéru jezdce rally.

## Výsledky

### Mistrovství Světa v rallye
| Rok  | Tým                      | Vůz                         | 1       | 2      | 3       | 4      | 5       | 6       | 7       | 8       | 9       | 10      | 11    | 12     | 13      | 14     | 15     | 16      | PJ  | Body |
| ---- | ------------------------ | --------------------------- | ------- | ------ | ------- | ------ | ------- | ------- | ------- | ------- | ------- | ------- | ----- | ------ | ------- | ------ | ------ | ------- | --- | ---- |
| 2001 | Anthony Warmbold         | Toyota Corolla WRC          | MON     | SWE    | POR Ret | ESP    | ARG     | CYP     |         |         | FIN 50  | NZL     | ITA   | FRA    | AUS     | GBR    |        |         | NC  | 0    |
| 2001 | Anthony Warmbold         | Toyota Celica GT-Four ST205 |         |        |         |        |         |         | GRE Ret | KEN     |         |         |       |        |         |        |        |         | NC  | 0    |
| 2003 | AW Rally Team            | Ford Focus RS WRC 02        | MON 11  | SWE 30 | TUR     | NZL 20 | ARG 11  | GRE 13  | CYP Ret | GER 19  | FIN Ret | AUS 14  | ITA   | FRA 14 | ESP Ret | GBR 13 |        |         | NC  | 0    |
| 2004 | Ford Motor Co            | Ford Focus RS WRC 02        | MON Ret |        | MEX 9   | NZL 19 |         |         |         |         |         |         |       |        |         |        |        |         | 25. | 3b   |
| 2004 | M-Sport                  | Ford Focus RS WRC 02        |         | SWE 15 |         |        |         |         |         |         |         |         |       |        |         |        |        |         | 25. | 3b   |
| 2004 | Anthony Warmbold         | Ford Focus RS WRC 02        |         |        |         |        | CYP Ret | GRE 9   | TUR 8   | ARG 9   | FIN Ret | GER 13  | JAP 8 | GBR 10 | ITA 8   | FRA 20 | ESP 13 | AUS 14  | 25. | 3b   |
| 2005 | BP Ford World Rally Team | Ford Focus RS WRC 04        | MON 10  | SWE 11 | MEX 7   | NZL 11 | ITA 7   | CYP Ret | TUR 9   | GRE Ret | ARG 12  | FIN Ret | GER   | GBR 12 | JAP 9   | FRA 13 | ESP 7  | AUS Ret | 18. | 6b   |